# Гидромаш (Новокузнецк)
Завод «Гидромаш» — предприятие машиностроительного комплекса, расположено в городе Новокузнецке Кемеровской области. Полное название — открытое акционерное общество «Гидромаш». Завод входил в состав компании «Южкузбассуголь».

## Адрес
654038, г. Новокузнецк, Кемеровская область, Северное шоссе, д.14.

## История
Завод «Гидромаш» был создан в 1976 году на базе Центральных электромеханических мастерских треста «Кузбассгидроуголь» и опытно-экспериментального завода института ВНИИ «Гидроуголь» на правах производственной единицы, входящей в систему ПО «Гидроуголь».
В 1988 году на основании приказа Минуглепрома СССР завод вошёл в структуру ПО «Прокопьевскуголь».
1 апреля 1989 года был преобразован в арендное предприятие концерна «Кузнецкуголь».
С 1997 года — в составе угольной компании «Кузнецкуголь» (реорганизованной позднее в ЗАО УК «Южкузбассуголь»).
В 2001 году по результатам конкурса, проведённого координационным комитетом международной программы «Партнёрство ради прогресса», завод был удостоен приза «Золотой эталон».

## Деятельность
- Экспериментальные и опытные машины.
- Капитальный ремонт горно-шахтного оборудования.
- запасные части для горно-шахтного оборудования.
- Машины и оборудование для подземных горных и шахтных работ.
- Машины и оборудование для открытых горных карьеров и шахтных разрезов.
- Услуги модернизации, ремонта и технического обслуживания оборудования.
- Услуги ремонта и испытаний оборудования промышленного подъемного.
- Услуги ремонта и технического обслуживания оборудования подъемно-транспортного и погрузочно-разгрузочного.[4]

Продукция:
- Дороги шахтные:

подвесная моноканатная кресельная дорога (МДК)

- подвесные моноканатные кресельные дороги типа МДК
- надпочвенные канатные рельсовые дороги КРД1
- монорельсовые подвесные канатные дороги ДМ

- Исполнительные органы для проходческих и очистных комбайнов:

- коронки КЛГ снабженные тангенциальными поворотными резцами повышенной стойкости типа РГ 401-12
- шнеки штамповочно-сварные серии ШКГС, ШКГСУ
- тангенциальные поворотные резцы повышенной стойкости РГ-501
- резцы крупного скола типа РО-100
- резцы для анкерного бурения РП-30

- Оборудования для размельчения угля и классификации дробленого материала:

- дробильно-классификационная установка ДКУ-1М
- дробилка участковая ДУ-1РМ
- углесосы серии «У»
- водокольцевой вакуум-насос НВВ 2-50

- Элементы трубопроводной арматуры: клапаны, шиберные задвижки и быстроразъёмные соединения:

- шиберные задвижки
- быстроразъёмные соединения БС
- клапаны обратные КО-6,3 и КО-16
- клапаны редукционные КР 12,5 и КРА-6,4
- гидромониторы 12ГД2, 16ГД и ГМДЦ4

и др.

### Директора
- Козий Ф. И (2008)
- Лаврик, Георгий Владимирович (2010—2012)
- Орлов, Владимир Николаевич (2014—2017)
- Шастин Дмитрий Александрович (с 2017)